# Fédérale 2
Die Fédérale 2 (französisch; kurz für Championnat de France de deuxième division fédérale) ist die sechsthöchste Spielklasse der Männer im französischen Rugby Union und gleichzeitig die zweithöchste Spielklasse in deren Amateurbereich. Der Wettbewerb wird vom französischen Rugbyverband Fédération française de rugby organisiert. Er wurde 1996 unter dem Namen Nationale 2 gegründet (nicht zu verwechseln mit dem heutigen gleichnamigen Wettbewerb) und 2000 in Fédérale 2 umbenannt.

## Format
Die 96 teilnehmenden Teams sind in vier Regionen eingeteilt. Jede dieser Regionen stellt zwei Gruppen, so dass es insgesamt acht Gruppen mit jeweils zwölf Teams gibt. Die zwei bestplatzierten Teams jeder Gruppe (insgesamt 16) qualifizieren sich direkt für das Sechzehntelfinale des Wettbewerbs, während die Teams auf den Plätzen 3, 4, 5 und 6 eine Barrage überstehen müssen, um ins Sechzehntelfinale einzuziehen. Die zwei letztplatzierten Vereine jeder Gruppe steigen in die Fédérale 3 ab. Die 32 verbliebenen Mannschaften tragen eine K.-o.-Phase aus. Alle Sechzehntel- und Achtelfinalbegegnungen werden in einem Heim- und Auswärtsspiel ausgetragen. Die übrigen Partien finden auf neutralem Boden statt. Die acht Mannschaften, die das Viertelfinale erreichen, steigen in die Fédérale 1 auf. Der Finalsieger wird zum Meister der Fédérale 2 erklärt.

## Mannschaften
Die folgenden 96 Mannschaften spielen in der Saison 2025/26 in der Fédérale 2:
| Gruppe 1 - Antony Métro 92 - RC Auxerre - COM Bagneux - Bourges XV - Rugby Tango Chalonnais - CO Le Creusot - Paris Université Club - RC Vincennes - RC Clermont Cournon - RC Riom - US Ris-Orangis - US Nantua HBR | Gruppe 2 - RC Andrézieux-Bouthéon - Bièvre Saint-Geoirs RC - CS Lons Jura - RC Rillieux - FC Saint-Claude - RC Saint-Jean - Saint-Priest Rugby - Saint-Savin Sportif - RC Vallons-de-la-Tour - CS Villefranche-sur-Saône - SO Voiron - XV de la Dombes | Gruppe 3 - RC Aubagne - Avignon Le Pontet Rugby - SU Cavaillon - RO Grasse - RC Les Angles - SO Millau - AS Monaco - US Montélimar - RCM Palavas Lunel - Saint-Marcellin Sports - Servian Boujan Rugby - Stade Piscénois | Gruppe 4 - Balma ORC - Avenir Castanéen - ES Gimont - Coq Léguevinois - SC Leucate - Lombez Samatan Club - JO Prades - US Quillan Limoux - Salanque Côte Radieuse - SC Rieumes - US Thuir - FC Villefranche |

| Gruppe 5 - Entente Aramits Asasp - Boucau Tarnos Stade - US Coarraze Nay - USEP Ger Séron Bédeille - Enak Hor Rugby - Hasparren AC - Inthalatz Rugby Larressore - US Morlaàs - US Mouguerre - Stade Navarrais - Oursbelille Bordères RC - AS Pont-Long | Gruppe 6 - USC Alban - RC Arpajon - Stade Beaumontois - Stade Belvesois - US Caussade - Rugby Causse Vézère - SC Decazeville - ASV Lavaur - EV Malemort BO - Stade Ruthenois - Sor Agout XV - UA Vergt | Gruppe 7 - US Bazas - Stade Bordelais - US Casteljaloux - US Castillon - CA Lormont - AS Mérignac - Rion Morcenx CR - US Mugron - RC Sablais - SC Surgères - RC Villeneuve - FC Yonnais | Gruppe 8 - Stade Caennais Rugby - C' Chartres Rugby - CSM Gennevilliers - Évreux AC - Le Havre AC Rugby - SC Le Rheu - MLSGP Rugby - RC Pays de Meaux - Plaisir RC - RC Roubaix - SCUF - RC Versailles |

## Meister
| Nationale 2 - 1996–1997: US Tours - 1998–1999: US Bressane - 1999–2000: CS Lons Jura - 2000–2001: Blagnac SCR Fédérale 2 - 2001/02: AC Bobigny - 2002/03: Cahors Rugby - 2003/04: Paris Université Club - 2004/05: GSM Gennevilliers - 2005/06: US Nafarroa - 2006/07: Avenir Valencien - 2007/08: US Carcassonne - 2008/09: Avenir Castanéen - 2009/10: Blagnac SCR | - 2010/11: Stade Phocéen - 2011/12: CS Vienne - 2012/13: SO Chambéry - 2013/14: Soyaux Angoulême XV - 2014/15: RC Strasbourg - 2015/16: Saint-Jean-de-Luz OR - 2016/17: RC Hyères Carqueiranne La Crau - 2017/18: AS Bédarrides Châteauneuf-du-Pape - 2018/19: US Issoire - 2019/20: aufgrund der COVID-19-Pandemie abgebrochen - 2020/21: pandemiebedingt nicht ausgetragen - 2021/22: RO Agde - 2022/23: AS Layrac Rugby - 2023/24: US Montmélian - 2024/25: Cahors Rugby |